# Terytorium Kansas

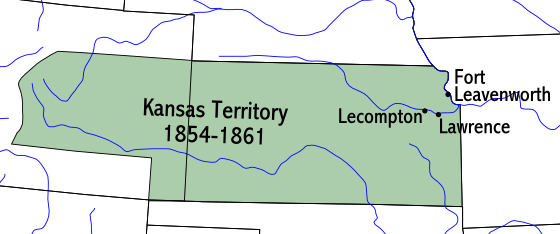
Mapa Terytorium Kansas z zaznaczeniem ważniejszych osad

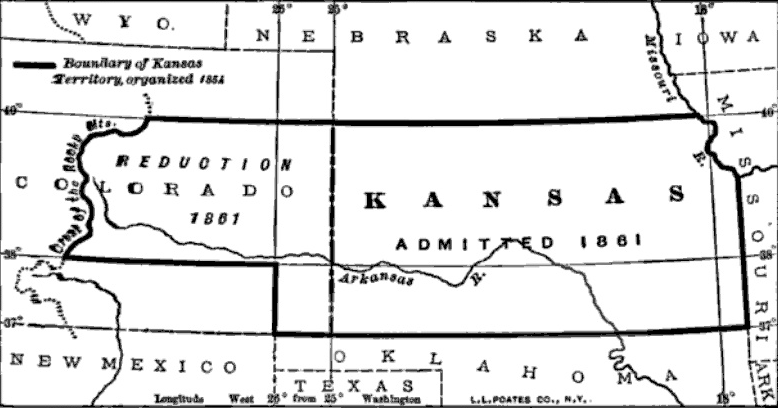
Zmiany w granicach Kansas Territory

Terytorium Kansas – historyczny obszar administracyjny USA, terytorium zorganizowane, powstały 30 maja 1854 na mocy Ustawy o Kansas i Nebrasce, kiedy to jednocześnie powstało graniczące z nim na północy Terytorium Nebraski ze stolicą w Omaha. Także na mocy tego samego prawa, pierwszą wszakże tymczasową stolicą Terytorium Kansas stała się ufortyfikowana osada Fort Leavenworth nad rzeką Missouri, w północnowschodnim kącie terytorium, granicząca ze stanem Missouri.
Terytorium Kansas zlikwidowano ostatecznie 29 stycznia 1861, kiedy to Kansas uzyskało status stanu, włączonego do Unii jako 34. z kolei.
Terytorium Kansas rozciągało się w kierunku zachodnim do szczytów Gór Skalistych, począwszy na obecnej granicy stanu Kansas ze stanem Missouri na wschodzie, i od 37° szerokości geograficznej północnej do 40. (w większej części, niezmieniona granica z Nebraską). Duża wschodnia połać dzisiejszego stanu Kolorado stanowiła część Terytorium Kansas. Terytorium Kolorado utworzono właśnie w celu zarządzania tym zachodnim obszarem dawnego Terytorium Kansas 28 lutego 1861.